# الكسندر موريسون
الكسندر موريسون (23 سبتمبر 1937 في نيوزيلندا - ) (بالإنجليزية: Alexander Morrison)‏ هو لاعب كريكت نيوزلندي.

## وصلات خارجية
- الكسندر موريسون على موقع إي آس بي آن كريك إنفو (الإنجليزية)